# 99 имён Аллаха
99 имён Алла́ха (араб. أَسْمَاءُ ٱللَّٰهِ ٱلْحُسْنَىٰ‎, асма̄’у -лла̄һи ль-х̣усна̄ — «прекраснейшие имена Аллаха») в исламе — имена Бога, взятые из Корана и Сунны.

## Общие сведения
Количество имён Аллаха (которые также можно понимать как аспекты Бога), объединённых в единый список, определяется достоверным хадисом, переданным от Абу Хурайры:

Посланник Аллаха (ﷺ) сказал: «Поистине, у Аллаха есть девяносто девять имён — сотня без одного, и тот, кто будет перечислять их (запомнит их), войдёт в рай».
Оригинальный текст (ар.)أَنَّ رَسُولَ ٱللَّهِ ﷺ قَالَ إِنَّ لِلَّهِ تِسْعَةً وَتِسْعِينَ اِسْمًا مِائَةً إِلَّا وَاحِدًا مَنْ أَحْصَاهَا  دَخَلَ الجَنَّةَ.
— Сахих аль-Бухари, 2736
Коран предписывает использовать их в молитвах:

 У Аллаха — самые прекрасные имена. Посему взывайте к Нему посредством их и оставьте тех, которые уклоняются от истины в отношении Его имён. Они непременно получат воздаяние за то, что совершали.

Оригинальный текст (ар.)وَلِلَّٰهِ ٱلْأَسْمَآءُ ٱلْحُسْنَىٰ فَٱدْعُوهُ بِهَاۖ وَذَرُواْ ٱلَّذِينَ يُلْحِدُونَ فِىٓ أَسْمَـٰٓئِهِۚۦ سَيُجْزَوْنَ مَا كَانُواْ يَعْمَلُونَ— аль-А‘раф 7:180 (Кулиев)
В академических работах имена часто упорядочивают согласно порядку их упоминания в Коране. В то же время существует традиция упорядочивать их согласно арабскому алфавиту. Имя «Аллах» обычно не включается в список и, характеризуясь как высшее (ٱلْاِسْمُ ٱلْأَعْظَمُ‎, аль-исму ль-’а‘зам), часто называется сотым. Так как Коран не даёт однозначного списка имён, в различных традициях он может различаться в одном или двух именах.
В списках имена Аллаха обычно приводятся с определённым артиклем арабского языка ٱلـ‎ аль-. Но если имя Аллаха в молитве упоминается не в составе фразы, а само по себе, то вместо ٱلـ‎ аль- произносится يَٰـ‎ йа̄- (يَٰسَلَـٰمُ‎ Йа̄-Сала̄м — «О, Миротворец!»).

## Классификация
Все 99 имён можно условно разделить на две или три группы по их признакам. Во-первых, различают имена сущности Бога (ٱلذَّاتُ‎, аз̱-з̱а̄т) и имена его качеств (ٱلصِّفَاتُ‎, ас̣-с̣ифа̄т), а во-вторых различают происхождение имени: традиционные имена и имена, которые следуют непосредственно из Корана или косвенно из него. В богословии ислама существуют более подробные классификации, в частности среди имён качеств могут различаться имена милосердия и строгости, красоты и величия и другие.
Концепции «танзих» (tanzīh) и «ташбих» (tashbīh) отражают проблему антропоморфизма в исламе. Танзих означает невозможность сравнения Бога с человеком (ср.: апофатическое богословие). С другой стороны, человек воспринимает Божественное через призму своих жизненных понятий и возможностей, следовательно, описывает Бога такими именами как «Независимый», «Прославленный» и др., соответствующим традиции танзиха. Ташбих является противоположностью танзиха, подразумевая подобность чего-то чему-то. В качестве религиозной концепции он означает возможность описания Божественного через качества, созданные Богом. К ташбиху относят имена «Милосердный», «Любящий», «Прощающий» и др.
Согласно Корану, никто и ничто не может сравняться с Аллахом или быть подобным ему. С другой стороны, Коран описывает Аллаха, используя атрибуты человека или человеческой жизни — руки, трон. В результате возникают вопросы: отличен ли Бог от своего творения и насколько правомерно описывать Его посредством сравнения с творениями Аллаха. Ответы являются предметом дискуссии в классической исламской теологии. В настоящее время более распространёнными является матуридийская и ашаритская концепции понимания сущности Аллаха и его атрибутов. Согласно этой концепции, приводимое в Коране и хадисе описание Аллаха должно восприниматься как истина. При этом
| Бог обладает уникальными отличиями от Своих творений, но их суть [нам] неизвестна. Оригинальный текст (англ.)God remains uniquely different from his creation „without [our] knowing how.“ — |

## Правила
Например, если разбойники раскаиваются в содеянном, то к ним не применяют установленную меру наказания. А опираются на следующее высказывание из Корана: «Это не относится к тем, кто раскаялся, прежде чем вы одержали верх над ними. Да будет вам известно, что Аллах — Прощающий, Милосердный!». Упоминание этих двух имён свидетельствует о том, что Аллах прощает таких людей и проявляет к ним сострадание, избавляя их от установленной меры наказания.

## Список имён
|       | Каллиграфия | По-арабски         | Транскрипция                                              | Перевод                                                                               | Упоминания в Коране |
| ----- | --- | ------------------ | --------------------------------------------------------- | ------------------------------------------------------------------------------------- | --- |
| 1     | | ٱلرَّحْمَـٰنُ            | Ar-Raḥmānо файле ар-Рах̣ма̄н                                | Милостивый Всеблагодетельный Милосердный Сострадательный Наполненный Милостью         | В аятах и начале каждой суры, кроме девятой. За исключением начал сур, имя Ар-Рахман упоминается в Коране 55 раз и наиболее часто в 19-й суре (1:3; 2:163; 6:133, 147; 13:30; 17:110; 18:58; 19:18, 19, 26, 44, 45, 58, 61, 69, 75, 78, 85, 87, 88, 91, 92, 93, 96; 20:5, 90, 108, 109; 21:26, 36, 42, 112; 25:26, 59, 60; 26:5; 59:22; и т. д.) |
|       | Оно может применяться исключительно для обращения к Аллаху. Оно имеет много значений, относящихся к понятию милосердия. Некоторые исламские богословы, основываясь на словах Мухаммеда, выводят происхождение имён Ар-Рахман и Ар-Рахим от арабского слова ٱلرَّحْمَنُ‎ ар-рах̣ман, означающего милосердие. Согласно арамеисту Йоне Гринфельду, ٱلرَّحْمَـٰنُ‎ ар-Рах̣ма̄н, в отличие от слова ٱلرَّحِيمُ‎ ар-Рах̣ӣм, является заимствованным, что обуславливает его сложную структуру значений. В исламском богословии считается, что имя Ар-Рахман включает все типы сострадания Бога (обладающий милосердием), в то время как Ар-Рахим означает действие по отношению к верующим (проявляющий милосердие). |                    |                                                           |                                                                                       | |
| 2     | | ٱلرَّحِيمُ             | Ar-Raḥīmо файле ар-Рах̣ӣм                                  | Милосердный Раздающий Милость                                                         | В аятах и начале каждой суры, кроме одной. Упоминается в Коране 114 раз по отношению к Аллаху. Часто встречается вместе с именем Аль-Рахман (1:1, 3; 2:37, 54, 128, 160, 163; 3:31; 4:100; 5:3; 5:98; 9:104, 118; 10:107; 11:41; 12:53, 64, 98; 15:49; 19:61; 20:108; 21:83, 112; 26:9, 104, 122, 140, 159, 17, 191, 217; 27:30; 78:38; и т. д.) |
|       | Считается, что оно происходит от слова ٱلرَّحْمَنُ‎ ар-рах̣ман, означающего милосердие. В исламском богословии считается, что имя Ар-Рахман включает все типы сострадания Бога, в то время как Ар-Рахим означает действие по отношению к верующим и оно может использоваться в качестве характеристики человека. Человек, познавший это имя Аллаха, исполняется состраданием ко всем, чьё положение хуже его. |                    |                                                           |                                                                                       | |
| 3     | | ٱلْمَـٰلِكُ             | Al-Mālikо файле аль-Ма̄лик                                 | Царь                                                                                  | аль-Фатиха 1:4, Та Ха 20:114, аль-Муминун 23:116, аль-Хашр 59:23, аль-Джуму‘а 62:1, ан-Нас 114:2 |
|       | Здесь означает царя царей, абсолютного властелина, заботливо руководящего своими последователями. Может служить основой для образования имени, например عَبْدُ ٱلْمَـٰلِكِ‎ ‘Абду-ль-Ма̄лик (Раб Царя). Сахихи Аль-Бухари и Муслима приводят слова пророка Мухаммада, о том, что имя Аль-Малик является наиболее точно описывающим Аллаха как наивысшего царя. Это имя встречается в Коране в трёх лингвистических формах: ٱلْمَلِكُ‎ аль-Малик (встречается пять раз), ٱلْمَـٰلِكُ‎ аль-Ма̄лик (встречается два раза, см. Малик Аль-Мульк) и ٱلْمَلِيكُ‎ аль-Малӣк (встречается один раз). Соответствующие слова арабского языка имеют различные семантические оттенки, означая лицо, чьи приказы выполняются, того, кто владеет, и того, кто может запретить что-то другим. В случае 99 имён семантическое различие стирается, а каждая из форм в конкретном аяте даёт акцент на своём содержании. Фактически, они соотносятся между собой также как имена Ар-Рахман и Ар-Рахим. Человек, познавший это имя Аллаха, лишается страха перед всеми опасностями, сохранив лишь самый чистый и истинный страх — перед своим Господом. |                    |                                                           |                                                                                       | |
| 4     | | ٱلْقُدُّوسُ             | Al-Quddūsо файле аль-К̣уддӯс                               | Святой (Безошибочный)                                                                 | аль-Бакара 2:255, Фатир 35:41, аль-Хашр 59:23, аль-Джуму‘а 62:1. |
|       | В основе имени лежит слово Quadusa, означающее быть чистым, святым. Также это имя переводят как «наиболее чистый», в ознаменование того, что Аллах свободен от пороков, недостатков и человеческих грехов. Человек, познавший это имя Аллаха, становится упорным в избегании грехов. |                    |                                                           |                                                                                       | |
| 5     | | ٱلسَّلَـٰمُ             | As-Salāmо файле ас-Сала̄м                                  | Пречистый, Дарующий мир и благополучие, Миротворец, Исключительный                    | ан-Нахль 16:96, 97, аль-Фуркан 25:75, Каф 50:31—35, аль-Хашр 59:23. |
|       | Аллах защищает верующих от всех опасностей. Являясь источником мира и гармонии, он дарует мир и защиту рая верующим. |                    |                                                           |                                                                                       | |
| 6     | | ٱلْمُؤْمِنُ             | Al-Mu’minо файле аль-Му’мин                               | Оберегающий, Дарующий безопасность, Дающий Веру, Проводник Веры, Гарантирующий защиту | ат-Тавба 9:25—27, ат-Тавба 9:40, аль-Хиджр 15:45—48, аль-Ахкаф 46:26, аль-Хашр 59:23. |
|       | В имени Аль-Мумин рассматриваются два аспекта: Бог как источник стабильности и защищённости с одной стороны, и как источник веры в сердце человека с другой. Объясняется, что вера является наивысшим даром Аллаха и она защищает от любых бед. Это имя происходит от глагола «верить», как и арабское название верующего — мумин. Человек, познавший это имя Аллаха, укрепляет свой иман. И уверовали мы в Него также по Его милости, ибо только Он хранит безопасность всех творений, и все они надеются на Его помощь и защиту. |                    |                                                           |                                                                                       | |
| 7     | | ٱلْمُهَيْمِنُ            | Al-Muhayminо файле аль-Мухаймин                           | Хранитель, Попечитель, Проводник, Спаситель                                           | аль-Хашр 59:23 |
|       | В явном виде упоминается в Коране один раз, но соответствующие по смыслу описания Аллаха встречаются не единожды. Слово «мухеймин» имеет несколько значений и в данном случае оно интерпретируется как имя обеспечивающего мир и защиту. Его теологический смысл заключается в описании Аллаха как того, кто защищает интересы верующих. Другое его значение описывает Аллаха, как свидетеля всех слов и действий человека, оберегающего их результат. Также смысл имени толкуют как напоминание о том, что все хорошие и плохие поступки человека известны Аллаху и все они записаны в Хранимой скрижали. Человек, познавший это имя Аллаха, готов встать на защиту своих близких. |                    |                                                           |                                                                                       | |
| 8     | | ٱلْعَزِيزُ             | Al-Azīzо файле аль-Азӣз                                   | Могущественный, Всемогущий, Победитель                                                | 2:209, 220, 228, 240; 3:4, 6, 18, 62, 126; 4:56, 158, 165; 5:38, 118; 6:96; 9:40, 71; 11:66; 14:47; 16:60; 22:40, 74; 26:9, 104, 122, 140, 159, 175, 191; 27:78; 29:26, 42; 38:9, 66; 39:5; 48:7; 54:42; 57:1; 58:21; 59:1, 23-24; |
|       | Указывается, что нет никого, более могущественного, чем Аллах. В качестве проявлений могущества Аллаха в исламском богословии перечисляются сотворение Богом людей, их поступков,, помощь праведникам, и создание природных явлений как и всего сущего во Вселенной. Человек, познавший это имя Аллаха, проявляет усердие в изучении Вселенной, как величайшего творения Всевышнего. |                    |                                                           |                                                                                       | |
| 9     | | ٱلْجَبَّارُ             | Al-Jabbārо файле аль-Джабба̄р                              | Могучий, Подчиняющий, Богатырь (Исправляющий Силой), Непреодолимый                    | аль-Хашр 59:23, аль-Калям 68:19, 20, аш-Шу‘ара 26:33. |
|       | Традиционно перевод этого имени с арабского связан с аспектом силы, наличием возможности подчинять. В английских переводах принято использовать термин The Despot, чтобы подчеркнуть мысль о том, что никто не может контролировать Бога, и напротив, Аллах имеет силу принуждения, в частности, принуждения следовать тем или иным путём. Так как следовать Аллаху является наилучшим выбором, подчёркивается благо для человека, связанное с этим качеством Бога. Второе толкование связано со словом jabbarah, которое обычно переводится как «слишком высоко, чтобы быть достигнутым». Отсюда выводится, что Аллах выше, чем кто бы то ни был. Человек, познавший это имя Аллаха, укрощает своё честолюбие и страсть к подчинению других. |                    |                                                           |                                                                                       | |
| 10    | | ٱلْمُتَكَبِّرُ            | Al-Mutakabbirо файле аль-Мутакаббир                       | Превосходящий                                                                         | 2:260; 7:143; 59:23; |
|       | Превосходящий все творения; тот, качества которого выше качеств творений, чист от качеств творений; единственный обладатель истинного величия; тот, кто находит все свои создания ничтожными по сравнению со своей сущностью, ибо гордости не достоин никто, кроме него. Его гордость проявляется в том, что он не позволяет никому претендовать на сотворение и оспаривать его повеления, власть и волеизъявление. Он сокрушает всех, высокомерно относящихся к нему и его созданиям. Человек, познавший это имя Аллаха, не проявляет жестокости и высокомерия к созданиям Аллаха, ибо жестокость — это насилие и несправедливость, а высокомерие — это самовозвеличивание, презрение к другим и посягательство на их права. Жестокость не относится к качествам праведных рабов Аллаха. Они обязаны подчиняться и покоряться своему властителю. Человек, познавший это имя Аллаха, никогда не потеряет стремления к саморазвитию. |                    |                                                           |                                                                                       | |
| 11    | | ٱلْخَـٰلِقُ             | Al-Ḫāliqо файле аль-Х̮а̄лик̣                                 | Размеряющий (Архитектор)                                                              | 6:101-102; 13:16; 24:45; 39:62; 40:62; 41:21; 59:24; |
|       | Тот, кто творит по-настоящему, без примера и прообраза и определяет судьбу для созданий; тот, кто создаёт, что хочет, из ничего; тот, кто создал мастеров и их мастерство, квалификацию; тот, кто предопределил меру всех созданий ещё до их существования и наделил их качествами, необходимыми для существования. Человек, познавший это имя Аллаха, проявляет свои скрытые таланты. |                    |                                                           |                                                                                       | |
| 12    | | ٱلْبَارِئُ             | Al-Bāriʾо файле аль-Ба̄ри’                                 | Создатель (Строитель)                                                                 | 59:24 |
|       | Тот, кто по своему могуществу сотворил всё сущее; он — творец, который создал всё из небытия по своему предопределению. Для этого ему не надо прилагать каких-либо усилий; Он говорит чему-либо: «Будь!» и оно сбывается. Познавший это имя Всевышнего не поклоняется никому, кроме своего создателя, обращается только к нему, ищет помощи только у него и просит то, в чём нуждается, только у него. |                    |                                                           |                                                                                       | |
| 13    | | ٱلْمُصَوِّرُ             | Al-Muṣawwirо файле аль-Мус̣аввир                           | Формирующий (Скульптор)                                                               | 20:50; 25:2; 59:24; 64:3; |
|       | Логос, Ум, София — источник смыслов и форм; тот, кто придаёт формы и образы творениям; тот, кто дал каждому творению неповторимую, отличную от других таких же творений форму, рисунок. Познавший это имя Всевышнего расширяет границы своего разума. |                    |                                                           |                                                                                       | |
| 14    | | ٱلْغَفَّـٰرُ             | Al-Ḡaffārо файле аль-Г̣аффа̄р                               | Снисходительный (Укрывающий грехи)                                                    | 20:82; 38:66; 39:5; 40:42; 71:10; |
|       | Тот, кто является единственным прощающим и утаивающим прегрешения творений, прощающим и на этом и на том свете; Тот, кто делает явными прекрасные черты своих рабов и покрывает их недостатки. Он скрывает их в мирской жизни и воздерживается от воздаяния за грехи в жизни будущей. Он скрыл у человека, за его прекрасной внешностью то, что порицаемое взором, Он обещал тем, кто обращается к нему, искренне каясь о совершённом, заменить их грехи на благие деяния. Человек, познавший это имя Аллаха, скрывает у себя всё порочное и скверное и покрывает пороки других творений, обращаясь к ним с прощением и снисхождением. Познавший это имя Всевышнего получает возможность довольствоваться малым и быть благодарным за это своему Создателю. |                    |                                                           |                                                                                       | |
| 15    | | ٱلْقَهَّـٰرُ             | Al-Qahhārо файле аль-К̣ахха̄р                               | Господствующий                                                                        | 6:18; 12:39; 13:16; 14:48; 38:65; 39:4; 40:16; |
|       | Тот, кто своим высочеством и могуществом укрощает творения; тот, кто заставляет делать то, что хочет, независимо от того, желают этого или не желают творения; тот, чьему величию покорны творения. Познавший это имя Всевышнего относится к своей судьбе спокойно, зная, что она в руках Аллаха. |                    |                                                           |                                                                                       | |
| 16    | | ٱلْوَهَّابُ             | Al-Wahhābо файле аль-Вахха̄б                               | Даритель (Податель милостыни)                                                         | 3:8; 38:9, 35; |
|       | Тот, кто дарует бескорыстно, кто дарует блага рабам своим; тот, кто, не дожидаясь просьбы, дарует необходимое; тот, у кого блага в изобилии; тот, кто дарует постоянно; тот, кто одаряет все свои создания, не желая возмещения и не преследуя корыстных целей. Подобным качеством не обладает никто, кроме Всевышнего Аллаха. Человек, познавший это имя Аллаха, целиком посвящает себя служению своему Господу, не стремясь при этом ни к чему, кроме его довольства. Он совершает все свои деяния только ради него и бескорыстно одаряет нуждающихся, не ожидая от них ни награды, ни благодарности. Познавший это имя Всевышнего становится щедрым. |                    |                                                           |                                                                                       | |
| 17    | | ٱلرَّزَّاقُ             | Ar-Razzāqо файле ар-Разза̄к̣                                | Наделяющий                                                                            | 10:31; 24:38; 32:17; 35:3; 51:58; 67:21; |
|       | Бог — наделяющий средствами к существованию; тот, кто сотворил средства к существованию и наделил ими свои создания. Он наделил их дарами как осязаемыми, так и такими как разум, знание и вера в сердце. Тот, кто сохраняет жизнь живых творений и налаживает её. Польза же, которую получает человек, познавший это имя Аллаха, состоит в знании того, что никто, кроме Аллаха, не в состоянии даровать удел, и он уповает только на него и стремится стать причиной ниспослания пропитания другим созданиям. Он не стремится получить удел Аллаха в том, что он запретил, а терпит, взывает к Господу и трудится для получения удела в дозволенном. |                    |                                                           |                                                                                       | |
| 18    | | ٱلْفَتَّاحُ             | Al-Fattāḥо файле аль-Фатта̄х̣                               | Открывающий (Разъясняющий)                                                            | 7:96; 23:77; 34:26; 35:2; 48:1; 96:1-6; |
|       | Тот, кто раскрывает скрытое, облегчает трудности, отводит их; тот, у кого ключи от сокровенных знаний и небесных благ. Он раскрывает сердца верующих для познания его и любви к нему, открывает нуждающимся врата для удовлетворения их потребностей. Человек, познавший это имя Аллаха, помогает созданиям Аллаха отвести вред и удалить зло и стремится стать поводом для раскрытия перед ними врат небесных благ и веры. |                    |                                                           |                                                                                       | |
| 19    | | ٱلْعَلِيمُ             | Al-ʿAlīmо файле аль-‘Алӣм                                 | Всезнающий                                                                            | 2:29, 95, 115, 158; 3:73, 92; 4: 12, 17, 24, 26, 35, 147; 6:59; 8:17; 11:5; 12:83; 15:86; 22:59; 24:58, 59; 24:41; 33:40; 35:38; 57:6; 64:18; |
|       | Тот, кто знает всё обо всём. Постигшие это имя, стремятся к знаниям. |                    |                                                           |                                                                                       | |
| 20    | | ٱلْقَابِضُ             | Al-Qābiḍо файле аль-К̣а̄бид̣                                 | Уменьшающий (Ограничивающий)                                                          | 2:245; 64:16-17; |
|       | Тот, кто по своему справедливому порядку сужает (уменьшает) блага, кому хочет; тот, кто удерживает души в своей власти, подчинив их смерти, владеет благодеяниями своих искренних рабов и принимает служения их, удерживает сердца грешников и лишает их возможности познать его из-за их непокорности и высокомерия. Человек, познавший это имя Аллаха, удерживает своё сердце, своё тело и окружающих от прегрешений, зла, плохих деяний и насилия, увещевая, предостерегая и устрашая их. |                    |                                                           |                                                                                       | |
| 21    | | ٱلْبَاسِطُ             | Al-Bāsiṭо файле аль-Ба̄сит̣                                 | Увеличивающий (Распределяющий)                                                        | 2:245; 4:100; 17:30; |
|       | Тот, кто доставляет созданиям жизнь, одарив их тела душами, и доставляет щедрый удел как слабым, так и богатым. Польза же от познания этого имени Аллаха состоит в том, что человек обращает своё сердце и тело к добру и призывает к этому других людей путём проповедования и прельщения. |                    |                                                           |                                                                                       | |
| 22    | | ٱلْخَافِضُ             | Al-Ḫāfiḍо файле аль-Х̮āфид̣                                 | Принижающий                                                                           | 2:171; 3:191-192; 56:1-3; 95:5; |
|       | Унижающий всех тех, кто нечестив, кто восстал против истины. Познавший это имя Всевышнего никогда не пойдёт по пути лжи и лицемерия. |                    |                                                           |                                                                                       | |
| 23    | | ٱلرَّافِعُ             | Ar-Rāfiʿо файле ар-Рāфи‘                                  | Возвышающий                                                                           | 6:83-86; 19:56-57; 56:1-3; |
|       | Возвышающий уверовавших, которые заняты богослужением; удерживающий на высоте небо и облака. Познавший это имя Всевышнего никогда не утомит свой язык поминанием Его. |                    |                                                           |                                                                                       | |
| 24    | | ٱلْمُعِزُّ              | Al-Muʿizzо файле аль-Му‘изз                               | Усиливающий (Возвеличивающий)                                                         | 3:26; 8:26; 28:5; |
|       | Дающий силу, мощь, победу тому, кто хочет, возвышая его. Познавший это имя Всевышнего надеется исключительно на Него. |                    |                                                           |                                                                                       | |
| 25    | | ٱلْمُذِلُّ              | Al-Muḏillо файле аль-Муз̱илль                              | Ослабляющий (Свергающий)                                                              | 3:26; 9:2, 14-15; 8:18; 10:27; 27:37; 39:25-26; 46:20; |
|       | Принижающий того, кого хочет, лишив его силы, мощи и победы. Познавший это имя Всевышнего знает меру. |                    |                                                           |                                                                                       | |
| 26    | | ٱلسَّمِيعُ             | As-Samīʿо файле ас-Самӣ‘                                  | Всеслышащий                                                                           | 2:127, 137, 186, 224, 227, 256; 3:34-35, 38; 4:58, 134, 148; 5:76; 6:13, 115; 8:17; 10:65; 12:34; 14:39; 21:4; 26:220; 40:20, 56; 41:36; 49:1; |
|       | Тот, кто слышит и самое утаённое, самое тихое; тот, для кого не существует невидимого среди видимого; тот, кто объемлет своим видением даже самое мельчайшее. Познавший это имя Всевышнего находит распев Корана прекраснее всякой музыки. |                    |                                                           |                                                                                       | |
| 27    | | ٱلْبَصِيرُ             | Al-Baṣīrо файле аль-Бас̣ӣр                                 | Всевидящий                                                                            | 2:110; 3:15, 163; 4:58, 134; 10:61; 17:1, 17, 30, 96; 22:61, 75; 31:28; 40:20; 41:40; 42:11, 27; 57:4; 58:1; 67:19; |
|       | Тот, кто видит открытое и скрытое, явное и тайное; тот, для кого не существует невидимого среди видимого; тот, кто объемлет своим видением даже самое мельчайшее. Познавший это имя Всевышнего видит прекрасную истину в Его Писании. |                    |                                                           |                                                                                       | |
| 28    | | ٱلْحَكَمُ              | Al-Ḥakamо файле аль-Х̣акам                                 | Судья (Решающий)                                                                      | 6:62, 114; 10:109; 11:45; 22:69; 95:8; |
|       | Говорит Посланник Аллаха: «Поистине Аллах аль-Хакам (судья), и ему принадлежит суд (или за ним решение)» (Абу Дауд, Насаи, Байхаки, имам Альбани сказал хадис достоверный в «ирва аль-Галиль» 8/237). Познавший это имя Всевышнего никогда не будет судить других не по законам Корана. |                    |                                                           |                                                                                       | |
| 29    | | ٱلْعَدْلُ              | Al-ʿAdlо файле аль-ʼАдль                                  | Справедливейший (Правосудный)                                                         | 5:8, 42; 6:92, 115; 17:71; 34:26; 60:8; |
|       | Тот, у кого порядок, решения, дела справедливы; тот, кто сам не проявляет несправедливости и запретил это остальным; тот, кто чист от несправедливости в своих делах и решениях; дающий каждому по заслугам; тот, кто является источником наивысшей справедливости. Со своими врагами он обходится справедливо, а к своим праведным рабам он милостив и милосерден. Человек, познавший это имя Аллаха, поступает справедливо во всех своих деяниях, даже если встречается со врагами. Он никого не угнетает и не притесняет и не сеет порчи на земле, ибо он не противится пред установлению Аллаха. |                    |                                                           |                                                                                       | |
| 30    | | ٱللَّطِيفُ             | Al-Laṭīfо файле ал-Лат̣ӣф                                  | Проницательный (Понимающий)                                                           | 3:164; 6:103; 12:100; 22:63; 28:4-5; 31:16; 33:34; 42:19; 52:26-28; 64:14; 67:14; |
|       | Добрый по отношению к своим рабам, милостивый по отношению к ним, облегчающий им жизнь, содержащий их, милующий их. Познавший это имя Всевышнего лучше понимает других людей. |                    |                                                           |                                                                                       | |
| 31    | | ٱلْخَبِيرُ             | Al-Ḫabīrо файле аль-Х̮абӣр                                 | Сведущий (Разбирающийся)                                                              | 3:180; 6:18, 103; 17:30; 22:63; 25:58-59; 31:34; 34:1; 35:14; 49:13; 59:18; 63:11; 100:11; |
|       | Знающий тайное так же, как и явное, знающий как внешнее проявление, так и внутреннее содержание; тот, для которого не существует тайного; тот, от чьих знаний ничто не уходит, не отдаляется; тот, кто знает то, что было, и то, что будет. Человек, познавший это имя Аллаха, покорен своему творцу, так как он лучше всех знает о всех наших деяниях, как явных, так и скрытых. |                    |                                                           |                                                                                       | |
| 32    | | ٱلْحَلِيمُ             | Al-Ḥalīmо файле аль-Х̣алӣм                                 | Спокойный (Кроткий)                                                                   | 2:225, 235, 263; 3:155; 4:12; 5:101; 17:44; 22:59; 33:51; 35:41; 64:17; |
|       | Тот, кто освобождает от мучений, проявивших ослушание; тот, кто даёт блага как проявившим покорность, так и ослушавшимся; тот, кто видит ослушание своих повелений, однако им не овладевает гнев, и он не спешит с возмездием, несмотря на всё своё могущество. Человек, познавший это имя Аллаха, мягок и кроток в общении, не гневается и не поступает легкомысленно. |                    |                                                           |                                                                                       | |
| 33    | | ٱلْعَظِيمُ             | Al-ʿAẓīmо файле аль-‘Аз̣ӣм                                 | Великолепный                                                                          | 2:105, 255; 42:4; 56:96; |
|       | Величию которого нет начала и нет конца; высоте которого нет границ; тот, которому нет подобного; тот, чью подлинную сущность и величие, которые превыше всякой вещи, не в силах постичь никто, ибо это превыше возможностей разума творений. Человек, познавший это имя Аллаха, возвеличивает его, унижается перед ним и не возвеличивает себя ни в собственных глазах, ни перед кем-либо из созданий Всевышнего. |                    |                                                           |                                                                                       | |
| 34    | | ٱلْغَفُورُ             | Al-Ġafūrо файле аль-Г̣афӯр                                 | Милующий (Исповедитель грехов)                                                        | 22:173, 182, 192, 218, 225—226, 235; 3:31, 89, 129, 155; 4:25; 6:145; 8:69; 16:110, 119; 35:28; 40:3; 41:32; 42:23; 57:28; 60:7; |
|       | Тот, кто прощает грехи своим рабам, если они покаются. Познавший это имя Всевышнего готов простить людям несправедливость по отношению к себе. |                    |                                                           |                                                                                       | |
| 35    | | ٱلشَّكُورُ             | Aš-Šakūrо файле аш-Шакӯр                                  | Благодарный (Вознаграждающий)                                                         | 4:40; 14:7; 35:30, 34; 42:23; 64:17; |
|       | Воздающий большую награду рабам своим за их малое богослужение, доводящий до совершенства слабые деяния, Прощающий их. Человек, познавший Аллаха посредством этого имени, благодарит своего создателя за его блага в мирской жизни и использует их для достижения его довольства, но ни в коем случае не в неповиновении ему, а также благодарит те создания Господа, которые были добродетельны к нему. |                    |                                                           |                                                                                       | |
| 36    | | ٱلْعَلِيُّ              | Al-ʿAlīо файле аль-‘Алӣ                                   | Всевышний                                                                             | 2:255; 4:34; 22:62; 31:30; 34:23; 40:12; 41:12; 42:4, 51; 48:7; 57:25; 58:21; 87:1; |
|       | Тот, высочество которого неоценимо высокое; тот, у кого нет равных, нет соперников, нет сотоварищей; тот, кто выше всего этого, тот, чьи сущность, мощь и сила наивысочайшие. Познавший это имя Аллаха никогда не уйдёт в ширк. |                    |                                                           |                                                                                       | |
| 37    | | ٱلْكَبِيرُ             | Al-Kabīrо файле аль-Кабӣр                                 | Великий                                                                               | 4:34; 13:9; 22:62; 31:30; 34:23; 40:12; 67:9;67:12; |
|       | Тот, у которого в качествах и делах наличествует истинное величие; не нуждающийся ни в чём; тот, которого никто и ничто не может ослабить; тот, с которым нет сходных. Ср. Акбар — Величайший. Познавший это имя Аллаха возвеличивает своего Господа и только Его. |                    |                                                           |                                                                                       | |
| 38    | | ٱلْحَفِيظُ             | Al-Ḥafīẓо файле аль-Х̣афӣз̣                                 | Хранитель                                                                             | 11:57; 12:55; 34:21; 42:6; |
|       | Охраняющий всё сущее, каждое сущее, включая наимельчайшие субстанции; тот, чьё покровительство нескончаемо, бесконечно; тот, кто охраняет и содержит всякое сущее. Познавший это имя Аллаха по-настоящему уверует в Судный День. |                    |                                                           |                                                                                       | |
| 39    | | ٱلْمُقِيتُ             | Al-Muqītо файле аль-Мук̣ӣт                                 | Поддерживающий (Обеспечивающий)                                                       | 4:85; |
|       | Распоряжающийся всем необходимым для жизнеобеспечения; доводящий это до своих созданий, определяющий его количество; дающий помощь; могущественный. Познавший это имя Аллаха обретает чувство глубокой ответственности. |                    |                                                           |                                                                                       | |
| 40    | | ٱلْحَسِيبُ             | Al-Ḥasībо файле аль-Х̣асӣб                                 | Достаточный (Расчётчик)                                                               | 4:6, 86; 6:62; 33:39; |
|       | Достаточный для рабов своих; достаточный всякому, кто на него уповает. Он насыщает рабов своих по своей милости, отводит их от беды. Он достаточен, чтобы в достижении благ и пропитания уповать только на него, и нет необходимости в ком-либо ином. В нём нуждаются все его создания, ибо его достаточность вечна и совершенна. Подобное осознание достаточности Всевышнего достигается посредством причин, создателем которых является сам Всевышний Аллах. Он установил их и указал на них, разъяснив, как их использовать для достижения желаемого. Тот, кто познал это имя Господа, просит у него его достаточности и обходится только ею, после чего его не постигают волнение, страх или беспокойство. |                    |                                                           |                                                                                       | |
| 41    | | ٱلْجَلِيلُ             | Al-Jalīlо файле аль-Джалӣль                               | Величественный                                                                        | 7:143; 39:14; 55:27; |
|       | Тот, у кого истинное величие и все совершенные качества; чистый от всяких недостатков. Познавший это имя Аллаха наслаждается познаванием Его имён и размышлением над ними. |                    |                                                           |                                                                                       | |
| 42    | | ٱلْكَرِيمُ             | Al-Karīmо файле аль-Карӣм                                 | Щедрый (Великодушный)                                                                 | 23:116; 27:40; 76:3; 82:6-8; 96:1-8; |
|       | Тот, у кого не уменьшаются блага, сколько бы ни дал; ценнейший, охватывающий всё ценное; тот, у кого каждое деяние достойно высочайшей похвалы; тот, кто исполняет свои обещания и одаряет не только сполна, но и добавляет из своей милости даже тогда, когда исчерпываются все желания созданий. Его не беспокоит то, кого и чем он одарил, и он не губит тех, кто укрылся у него, ибо щедрость Аллаха абсолютна и совершенна. Тот, кто познал Всевышнего посредством этого имени, надеется и уповает только на Аллаха, который одаряет всех, кто его просит, однако его казна никогда не иссякает от этого, она у него вечна, бесконечна. Наибольшим же благодеянием Аллаха по отношению к людям является то, что Он даровал им возможность познать Его посредством Его имён и прекрасных качеств. Он отправил к людям своих посланников, обещал им райские сады, в которых нет шума и нет усталости и в которых его праведные рабы будут пребывать вечно. |                    |                                                           |                                                                                       | |
| 43    | | ٱلرَّقِيبُ             | Ar-Raqībо файле ар-Рак̣ӣб                                  | Смотритель (Присматривающий)                                                          | 4:1; 5:117; 33:52; |
|       | Следящий за состоянием своих созданий, знающий все их деяния, фиксирующий все их деяния; тот, от контроля которого никто и ничто не уходит. |                    |                                                           |                                                                                       | |
| 44    | | ٱلْمُجِيبُ             | Al-Mujībо файле аль-Муджӣб                                | Отзывчивый                                                                            | 2:186; 7:194; 11:61; |
|       | Отзывающийся на молитвы и просьбы. Он облагодетельствует своего раба ещё до того, как он к нему обратится, отвечает на его мольбу ещё до того, как его постигнет нужда. Тот, кто познал Всевышнего посредством этого имени, отвечает своим любимым, когда они его зовут, помогает просящим о помощи по мере своих возможностей. Он взывает о помощи к своему создателю и знает, откуда бы ни пришла помощь, это от него, и даже если он предположит, что помощь от его Господа запаздывает, его мольба не будет забыта Аллахом. Поэтому он должен призывать людей к тому, кто отвечает на мольбу — к Аллаху. |                    |                                                           |                                                                                       | |
| 45    | | ٱلْوَٰسِعُ              | Al-Wāsi‘о файле аль-Ва̄си‘                                 | Всеобъемлющий (Вездесущий)                                                            | 2:115, 247, 261, 268; 3:73; 4:130; 5:54; 24:32; 63:7; |
|       | Тот, блага которого широки для созданий; тот, милость которого велика для всякого сущего. |                    |                                                           |                                                                                       | |
| 46    | | ٱلْحَكِيمُ             | al-Ḥakīmо файле 'аль-Х̣акӣм                                | Мудрейший                                                                             | 2:32, 129, 209, 220, 228, 240, 260; 3:62, 126; 4:17, 24, 26, 130, 165, 170; 5:38, 118; 9:71; 15:25; 31:27; 46:2; 51:30; 57:1; 59:22-24; 61:1; 62:1, 3; 66:2; |
|       | Тот, кто всё делает мудро; тот, у кого дела правильные; тот, кто знает суть, внутреннее содержание всех дел; тот, кто хорошо знает мудрое решение, предопределённое им самим; тот, у кого все дела, все решения, справедливые, мудрые. |                    |                                                           |                                                                                       | |
| 47    | | ٱلْوَدُودُ             | аль-Вадуд                                                 | Любящий                                                                               | 11:90; 85:14; |
|       | Любящий своих рабов и любимый для сердец праведных и преданных слуг. |                    |                                                           |                                                                                       | |
| 48    | | ٱلْمَجِيدُ             | аль-Маджид                                                | Славный                                                                               | 11:73; 72:3; |
|       | Наивысочайший по величию; тот, у кого добра много и бесконечно, кто даёт щедро, от кого польза великая. |                    |                                                           |                                                                                       | |
| 49    | | ٱلْبَاعِثُ             | аль-Баʼис                                                 | Воскрешающий (Пробуждающий)                                                           | 2:28; 22:7; 30:50; 79:10-11; |
|       | Воскрешающий создания в День Суда; тот, кто посылает к людям пророков, отправляет помощь рабам своим. |                    |                                                           |                                                                                       | |
| 50    | | ٱلشَّهِيدُ             | аш-Шахид                                                  | Свидетель (Свидетельствующий)                                                         | 4:33, 79, 166; 5:117; 6:19; 10:46, 61; 13:43; 17:96; 22:17; 29:52; 33:55; 34:47; 41:53; 46:8; 48:28; 58:6-7; 85:9; |
|       | Зорко и бдительно следящий за миром. Слово «шахид» родственно понятию «шахада» — свидетельство. Он — свидетель происходящего, от которого не может утаиться ни одно событие, сколь малым и ничтожным бы оно ни было. Свидетельствовать — означает не являться тем, о чём свидетельствуешь[прояснить]. |                    |                                                           |                                                                                       | |
| 51    | | ٱلْحَقُّ               | аль-Хакк                                                  | Истина (Настоящий)                                                                    | 6:62; 18:44; 20:114; 22:6, 62; 23:116; 24:25; 31:30; |
|       | Устанавливающий истинность истинного через свои слова (калима). |                    |                                                           |                                                                                       | |
| 52    | | ٱلْوَكِيلُ             | аль-Вакиль                                                | Доверенный                                                                            | 3:173; 4:81; 4:171; 6:102; 9:51; 17:65; 28:28; 31:22; 33:3, 48; 39:62; 73:9; |
|       | Тот, на кого следует полагаться; достаточный для полагающихся только на него; кто радует надеющихся и полагающихся только на него. |                    |                                                           |                                                                                       | |
| 53    | | ٱلْقَوِيُّ              | аль-Кавий                                                 | Всесильный                                                                            | 2:165; 8:52; 11:66; 22:40, 74; 33:25; 40:22; 42:19; 57:25; 58:21; |
|       | Обладатель полной, совершенной мощи, побеждающий, тот, который не проигрывает; тот, у кого сила выше всякой другой силы. |                    |                                                           |                                                                                       | |
| 54    | | ٱلْمَتِينُ             | аль-Матин                                                 | Непоколебимый                                                                         | 22:74; 39:67; 51:58; 69:13-16; |
|       | Не нуждающийся в средствах для осуществления своих решений; не нуждающийся в помощи; тот, кому не нужен помощник, сотоварищ. |                    |                                                           |                                                                                       | |
| 55    | | ٱلْوَلِيُّ              | аль-Валий                                                 | Друг (Сподвижник)                                                                     | 2:107, 257; 3:68, 122; 4:45; 7:155, 196; 12:101; 42:9, 28; 45:19; |
|       | Тот, кто благоприятствует подчинившимся, помогающий тем, кто любит их; укрощающий врагов; поручающийся за деяния созданий; охраняющий созданных. |                    |                                                           |                                                                                       | |
| 56    | | ٱلْحَمِيدُ             | аль-Хамид                                                 | Достохвальный                                                                         | 4:131; 14:1, 8; 17:44; 11:73; 22:64; 31:12, 26; 34:6; 35:15; 41:42 42:28; 57:24; 60:6; 64:6; 85:8; |
|       | Достойный всех похвал по причине своего совершенства; обладатель вечной славы. |                    |                                                           |                                                                                       | |
| 57    | | ٱلْمُحْصِي             | аль-Мухси                                                 | Счетовод (Учитывающий)                                                                | 19:94; 58:6; 67:14; |
|       | Тот, кто своими знаниями определяет границы для всего сущего; тот, от кого ничего не ускользает. |                    |                                                           |                                                                                       | |
| 58    | | ٱلْمُبْدِئُ             | аль-Мубди                                                 | Основатель (Новатор)                                                                  | 10:4, 34; 27:64; 29:19; 85:13; |
|       | Тот, кто с самого начала без примера и прообраза сотворил всё сущее. |                    |                                                           |                                                                                       | |
| 59    | | ٱلْمُعِيدُ             | аль-Муʼид                                                 | Возвращающий (Реставратор)                                                            | 10:4, 34; 27:64; 29:19; 85:13; |
|       | Повторяющий, придающий Вселенной устойчивость, возвращающий; тот, кто возвращает всё живое в мёртвое состояние, а затем на том свете оживляет их, возвращая к жизни. |                    |                                                           |                                                                                       | |
| 60    | | ٱلْمُحْيِي             | аль-Мухйи                                                 | Оживляющий (Животворящий)                                                             | 2:28; 3:156; 7:158; 10:56; 15:23; 23:80; 30:50; 36:78-79; 41:39; 57:2; |
|       | Тот, кто творит жизнь; тот, кто даёт жизнь любой вещи, которой хочет; тот, кто создал творения из ничего; тот, кто оживит и после смерти. |                    |                                                           |                                                                                       | |
| 61    | | ٱلْمُمِيتُ             | аль-Мумит                                                 | Умерщвляющий (Усыпляющий)                                                             | 3:156; 7:158; 15:23; 57:2; |
|       | Тот, кто предписал смерть всем смертным; тот, кроме которого нет умерщвляющего; тот, кто укрощает рабов своих смертью, когда хочет и как хочет. |                    |                                                           |                                                                                       | |
| 62    | | ٱلْحَيُّ               | аль-Хайи                                                  | Живущий (Бодрствующий)                                                                | 2:255; 3:2; 20:58, 111; 25:58; 40:65; |
|       | Вечно живой; тот, жизни которого нет начала и нет конца; тот, кто всегда был живым и останется навечно живым; живой, не умирающий, вечный. |                    |                                                           |                                                                                       | |
| 63    | | ٱلْقَيُّومُ             | аль-Кайум                                                 | Самостоятельный (Независимый)                                                         | 2:255; 3:2; 20:111; 35:41; |
|       | Независимый ни от кого и ни от чего, не нуждающийся ни в ком и ни в чём; тот, кто заботится обо всём; благодаря которому существует всё сущее; тот, кто сотворил творения и содержит их; тот, кто владеет знанием обо всём. |                    |                                                           |                                                                                       | |
| 64    | | ٱلْوَاجِدُ             | аль-Ваджид                                                | Богатый (Находящийся)                                                                 | 38:44; |
|       | Тот, у которого всё сущее, для которого отсутствует понятие «недостающее», «недостаточность»; тот, у которого сохраняются все дела, не пропадает ничего; тот, кто разумеет всё. |                    |                                                           |                                                                                       | |
| 65    | | ٱلْمَاجِدُ             | аль-Маджид                                                | Наиславнейший                                                                         | 11:73; 85:15; |
|       | Тот, у кого полное совершенство; тот, у кого прекрасное величие; тот, у кого качества и дела велики и совершенны; проявляющий щедрость и милость по отношению к своим рабам. |                    |                                                           |                                                                                       | |
| 66    | | ٱلْوَاحِدُ             | аль-Вахид                                                 | Один (Единственный)                                                                   | 2:133, 163, 258; 4:171; 5:73; 6:19; 9:31; 12:39; 13:16; 14:48; 18:110; 22:73; 37:4; 38:65; 39:4; 40:16; 41:6; |
|       | Он является Единственным Богом, достойным поклонения. |                    |                                                           |                                                                                       | |
| 67    | | ٱلأحَدٌ              | аль-Ахад                                                  | Единый (Только Один-Единственный)                                                     | 112:1 |
|       | Тот, кто един Своей сущностью, не имеет никого наряду с Собой. Тот, подобного кому никого и ничего нет. У Него нет ни сына, ни дочери, ни супруги, ни матери, ни отца, ни брата, ни сестры, ни кого-либо еще. |                    |                                                           |                                                                                       | |
| 68    | | ٱلصَّمَدُ              | ас-Самад                                                  | Постоянный (Неизменный)                                                               | 112:2; |
|       | Символизирует вечность и независимость Аллаха. Он тот, которому все подчиняются; тот, без чьего ведома не происходит ничего; тот, в ком нуждаются все во всём, а сам он не нуждается ни в ком и ни в чём. |                    |                                                           |                                                                                       | |
| 69    | | ٱلْقَادِرُ             | аль-Кадир                                                 | Могучий                                                                               | 6:65; 17:99; 35:44; 36:81; 41:39; 46:33; 70:40-41; 75:40; 86:8; |
|       | Тот, кто может сотворить из ничего и может уничтожить сущее; тот, кто может создать бытие из небытия и может превратить в небытие; делающий всё мудро. |                    |                                                           |                                                                                       | |
| 70    | | ٱلْمُقْتَدِرُ            | аль-Муктадир                                              | Всемогущий                                                                            | 18:45-46; 28:38-40; 29:39-40; 43:42, 51; 54:42, 55; |
|       | Тот, кто устраивает дела для созданий наилучшим образом, так как никто этого не может. |                    |                                                           |                                                                                       | |
| 71    | | ٱلْمُقَدِّمُ             | аль-Мукаддим                                              | Приближающий (Продвигающий)                                                           | 16:61; 17:34; 50:28; |
|       | Выдвигающий вперёд всё то, что должно быть впереди; выдвигающий вперёд достойных рабов своих. |                    |                                                           |                                                                                       | |
| 72    | | ٱلْمُؤَخِّرُ             | аль-Муаххир                                               | Отдаляющий (Отодвигающий)                                                             | 7:34; 11:8; 14:42; 16:61; 71:4; |
|       | Отодвигающий назад всё то, что должно быть позади; тот, кто отодвигает назад по своему разумению и по своей воле неверных, нечестивцев и всех тех, кто должен быть отодвинут назад. |                    |                                                           |                                                                                       | |
| 73    | | ٱلْأَوَّلُ              | аль-Ауваль                                                | Начало (Первый)                                                                       | 57:3 |
|       | Альфа — безначальный и предвечный. Тот, кто предшествовал Вселенной. |                    |                                                           |                                                                                       | |
| 74    | | ٱلْآخِرُ              | аль-Ахир                                                  | Завершение (Последний)                                                                | 39:68; 55:26-27; 57:3; |
|       | Омега — последний; тот, кто останется после уничтожения всего сотворённого; тот, кому нет конца, вечно остающийся; тот, кто уничтожает всё; тот, после которого не будет ничего, кроме него, вечного, бессмертного, всемогущего Бога, творца всех времён, народов и миров. |                    |                                                           |                                                                                       | |
| 75    | | ٱلظَّاهِرُ             | аз-Захир                                                  | Явный (Понятный)                                                                      | 3:191; 6:95-97; 50:6-11; 57:3; 67:19; |
|       | Имманентный. Проявляющийся во множестве фактов, свидетельствующих о его существовании. |                    |                                                           |                                                                                       | |
| 76    | | ٱلْبَاطِنُ             | аль-Батын                                                 | Сокровенный (Тайный)                                                                  | 6:103; 57:3; |
|       | Тот, кто знает как явное, так и скрытое обо всём; тот, чьи признаки явственны, а сам на этом свете невидим. |                    |                                                           |                                                                                       | |
| 77    | | ٱلْوَالِي             | аль-Вали                                                  | Правитель (Покровитель)                                                               | 13:11; 42:9; |
|       | Властвующий над всем сущим; тот, кто осуществляет всё по своему желанию и мудрости; тот, чьи решения осуществляются везде и всегда. |                    |                                                           |                                                                                       | |
| 78    | | ٱلْمُتَعَالِي           | аль-Мутаʼали                                              | Превознесённый (Трансцендентный)                                                      | 7:190; 13:9; 20:114; 22:73-74; 27:63; 30:40; 54:49-53; |
|       | Тот, кто выше клеветнических измышлений, выше сомнений, возникающих у созданных. |                    |                                                           |                                                                                       | |
| 79    | | ٱلْبَرُّ               | аль-Барру                                                 | Добродетельный (Добро)                                                                | 16:4-18; 52:28; |
|       | Тот, кто делает добро для рабов своих, милостив для них; дающий тем, кто просит, проявляя милость к ним; верный договору, обещанию для созданных. |                    |                                                           |                                                                                       | |
| 80    | | ٱلتَّوَّابُ             | ат-Тавваб                                                 | Принимающий (Раскаивающий)                                                            | 2:37, 54, 128, 160; 4: 17-18, 64; 9:104, 118; 10:90-91; 24:10; 39:53; 40:3; 49:12; 110:3; |
|       | От арабского «тауба» — покаяние. Принимающий покаяние слуг, благоприятствующий им в покаянии, приводящий их к покаянию, способный усовестить, побудить к покаянию. Отвечающий на мольбы; прощающий грехи покаявшихся. |                    |                                                           |                                                                                       | |
| 81    | | ٱلْمُنْتَقِمُ            | аль-Мунтаким                                              | Карающий (Отмщающий)                                                                  | 32:22; 43:41, 55; 40:10; 44:16; 75:34-36; |
|       | Ломающий хребет ослушавшимся; мучающий нечестивцев, но только после оповещения и предупреждения, если не опомнились. |                    |                                                           |                                                                                       | |
| 82    | | ٱلْعَفُوُّ              | аль-ʼАфув                                                 | Прощающий (Избавляющий от грехов)                                                     | 4:17, 43, 99, 149; 16:61; 22:60; 58:2; |
|       | Тот, кто извиняет за прегрешения; удаляет от греха; очищает плохие деяния; тот, чья широка милость; делающий добро и непослушным, не спеша с наказанием. |                    |                                                           |                                                                                       | |
| 83    | | ٱلرَّءُوفُ             | ар-Рауф                                                   | Сострадающий                                                                          | 2:143, 207; 3:30; 9:117; 16:7, 47; 22:65; 24:20; 57:9; 59:10; |
|       | Тот, у которого нет грубости; принимающий покаяния грешников и наделяющий их своей милостью и благами после их покаяния, скрывающий их вину, прощающий. |                    |                                                           |                                                                                       | |
| 84    | | مَالِكُ الْمُلْكِ         | Малик уль-Мульк                                           | Царь Царствия                                                                         | 3:26. |
|       | Царь царств; всевластный царь сущего царства; тот, кто делает то, что хочет; нет никого, кто бы мог игнорировать, отвести его решения; нет никого, кто мог бы не одобрять, критиковать, ставить под сомнение его решение. |                    |                                                           |                                                                                       | |
| 85    | | ذُو ٱلْجَلَـٰلِ وَٱلْإِكْرَامِ | Ḏuʼl-Jalāli waʼl-ʼIkrāmо файле З̱у-ль-Джаля̄ли-ва-ль-’Икра̄м | Обладатель Величия и Радушия                                                          | 33:34-35; 55:27, 78; 76:13-22; |
|       | Обладатель особого величия и щедрости; обладатель совершенства; всё величие принадлежит ему, и все щедроты исходят от него. |                    |                                                           |                                                                                       | |
| 86    | | ٱلْمُقْسِطُ             | аль-Муксит                                                | Справедливый                                                                          | 3:18; 7:29; |
|       | Тот, у кого все решения мудры и справедливы; мстящий притеснителям за притеснённых; устанавливающий совершенный порядок, радующий притеснителя после того, как обрадовал притеснённого и Тот простил. |                    |                                                           |                                                                                       | |
| 87    | | ٱلْجَامِعُ             | аль-Джамиʼ                                                | Объединяющий (Собирающий)                                                             | 2:148; 3:9; 4:140; |
|       | Тот, кто собрал все совершенства сущности, качеств и дел; тот, кто собирает все творения; тот, кто собирает на том свете в местности Арасат. |                    |                                                           |                                                                                       | |
| 88    | | ٱلْغَنِيُّ              | аль-Ганий                                                 | Самодостаточный (Обеспеченный богатством)                                             | 2:263; 3:97; 4:131; 6:133; 10:68; 14:8; 22:64; 27:40; 29:6; 31:12, 26; 35:15, 44; 39:7; 47:38; 57:24; 60:6; 64:6; |
|       | Богатый и не нуждающийся ни в чём; тот, в ком нуждаются все. |                    |                                                           |                                                                                       | |
| 89    | | ٱلْمُغْنِي             | аль-Мугни                                                 | Обогащающий                                                                           | 9:28; 23:55-56; 53:48; 76:11-22; |
|       | Дающий блага слугам; тот, кто обогащает, кого хочет; достаточный для созданных. |                    |                                                           |                                                                                       | |
| 90    | | ٱلْمَانِعُ             | аль-Маниʼ                                                 | Ограждающий (Предотвращающий)                                                         | 67:21; 28:35; 33:9; |
|       | Тот, кто не даёт тому, кому не хочет дать, чтобы испытать его или чтобы удержать, защитить его от плохого. |                    |                                                           |                                                                                       | |
| 91    | | ٱلضَّارُّ              | ад-Дарр                                                   | Сокрушитель (Способный послать беду)                                                  | 6:17; 36:23; 39:38; |
|       | Стирающий царства и народы с лица земли, насылающий эпидемии и стихийные бедствия на грешников, испытывающий творения. |                    |                                                           |                                                                                       | |
| 92    | | ٱلنَّافِعُ             | ан-Нафиʼ                                                  | Благотворитель                                                                        | 30:37; |
|       | Приносящий пользу тому, кому хочет, исходя из собственных решений; тот, без чьего ведома никто не в состоянии принести пользу. |                    |                                                           |                                                                                       | |
| 93    | | ٱلنُّورُ              | ан-Нур                                                    | Просветляющий (Свет)                                                                  | 2:257; 5:15-16; 6:122; 24:35-36, 40; 33:43, 45-46; 39:22, 69; 57:9, 12-13, 19, 28; |
|       | Тот, кто является светом небес и земли; тот, кто освещает творениям истинный путь; показывает свет истинного пути. |                    |                                                           |                                                                                       | |
| 94    | | ٱلْهَادِي             | аль-Хади                                                  | Ведущий (Направляющий)                                                                | 2:4-7; 20:50; 25:31, 52; 28:56; 87;3; |
|       | Ведущий верным путём; тот, кто истинными высказываниями наставляет созданных на истинный путь; тот, кто оповещает созданных об истинном пути; тот, кто подводит сердца к познанию себя; тот, кто подводит тела созданных к богослужению. Ср. Махди — ведомый. |                    |                                                           |                                                                                       | |
| 95    | | ٱلْبَدِيعُ             | аль-Бадиʼ                                                 | Творец (Изобретатель)                                                                 | 2:117; 6:101; 7:29 |
|       | Тот, для которого нет равных, которому нет подобных ни в сущности, ни в качествах, ни в повелениях, ни в решениях; тот, кто творит всё без примера и прообраза. |                    |                                                           |                                                                                       | |
| 96    | | ٱلْبَاقِي             | аль-Баки                                                  | Вечный (Абсолютное бытие)                                                             | 6:101; 55:26-28; 28:60, 88; |
|       | Остающийся навечно; тот единственный, кто остаётся навечно; тот, существование которого вечно; тот, кто не исчезает; тот, кто остаётся бесконечно, навсегда. |                    |                                                           |                                                                                       | |
| 97    | | ٱلْوَارِثُ             | аль-Варис                                                 | Наследник                                                                             | 15:23; 21:89; 28:58; |
|       | Наследник всего сущего; тот, кто остаётся навечно, которому остаётся наследство всех его творений; тот, у кого остаётся вся власть после исчезновения его творений; тот, кто наследует мир и всё сущее в нём. |                    |                                                           |                                                                                       | |
| 98    | | ٱلرَّشِيدُ             | ар-Рашид                                                  | Правильный (Разумный)                                                                 | 11:78, 11:87 (в обоих аятах не по отношению к Аллаху); |
|       | Направляющий на правильный путь; тот, кто даёт счастье тому, кому хочет, направляя его на истинный путь; тот, кто отдаляет того, кого хочет, по установленному им порядку. Ср. Муршид — наставник. |                    |                                                           |                                                                                       | |
| 99    | | ٱلصَّبُورُ             | ас-Сабур                                                  | Терпеливейший                                                                         | 2:153, 3:200, 103:3; 8:46; |
|       | Тот, у кого велики кротость и терпение; тот, кто не спешит мстить ослушавшимся; тот, кто отсрочивает наказание; тот, кто не делает ничего раньше срока; тот, кто делает всё в своё время. |                    |                                                           |                                                                                       | |
| Allah | | ٱللَّٰهُ               | Allāhо файле Алла̄х                                        | Аллах, Бог, Единый Бог, Первый Создатель                                              | 2697 раз (1:1; 2:7-10, 15, 17, 19-20, 22-23, 26-28, 32; 3:18; 5:109; 20:14; 29:61; 59:18-19, 22-24; и т. д.) |
|       | В переводах оно часто употребляется как синоним слова «Бог», однако для мусульман «Al Lah» в то же время означает «единственность Бога». Этимология арабского слова «Аллах» не выяснена до конца. Может входить в имя человека лишь в форме, наподобие Абд-Аллах (слуга Бога). |                    |                                                           |                                                                                       | |

## Имена, отсутствующие в традиционном списке
Коран содержит некоторые имена Аллаха, которые обычно не вносятся в традиционный список из 99 имён. Вместе с ними полное количество имён возрастает до 124. Некоторые из них не запрещены в качестве имён людей, например Ан-Насир (араб. الناصر‎, an-Nāṣir, Победитель, Помощник), которое носил Ан-Насир Лидиниллах (1158—1225) — багдадский халиф из династии Аббасидов, а также ряд других известных персоналий.
Часто встречающееся имя Ар-Рабб (Ar-Rabb, араб. الرب‎) переводится как Господь или Властелин, тот кто обладает властью управлять. Оно применяется только по отношению к Аллаху, для людей используется конструкция Rabb Ad-Dār. Ибн Араби называет три основных имени Бога: Аллах, ар-Рахман и ар-Рабб. Ар-Рабб используется во фразе «Аллах, Господь Миров» (Rabb al-'Ālamīn), где алам (мн. аламин) означает всё, кроме Аллаха.
Среди других имён Аллаха, не входящих в традиционный список, в Коране упоминаются
аль-Ма́уля (al-Mawlā, араб. المولى‎, Покровитель),
ан-Насир (an-Nāṣir, араб. الناصر‎, Помощник),
аль-Гхалиб (al-Ghālib, араб. الغالب‎ Победитель),
аль-Фатир (al-Fāṭir, араб. الفاطر‎, Создатель),
аль-Кариб (al-Qarib, араб. القریب‎, Ближайший) и другие.

## Культурные аспекты
Все суры Корана кроме девятой начинаются с фразы, называемой «Бисмиллях» — «во имя Аллаха Милостивого, Милосердного». Эти слова часто произносят в молитвах, они предваряют все официальные документы.
В качестве негативного примера приводится история о человеке, который поклялся Аллахом, что Бог не простит некий грех и, тем самым, поставив под сомнение всепрощение Всевышнего, перечеркнул свои добрые дела.
Имена Аллаха используются в зикре — молитве, заключающейся в многократном повторении обращения к Богу. Зикр считается ключевым в суфийской практике. В ней допускается сопровождение молитвенного повторения пением и аккомпанированием на музыкальных инструментах. Молитвы, заключающиеся в повторении 99 имён Аллаха, называются «вазифа». Число повторений в них может достигать десятков тысяч. Вазифа совершается как индивидуально, так и коллективно.
Для облегчения счёта во время безмолвной молитвы Богу иногда используются субха («чётки»). Они состоят из 99 или 33 бусин, каждая из которых соответствует одному из 99 имён Аллаха. После окончания молитвы по ним произносятся фразы: «пречист Аллах» (субхана л-Лах), «хвала Аллаху» (аль-Хамду ли-Ллях), «Аллах велик» (Аллаху Акбар) 33 раза.

### Комментарии
1. ↑  Аш-Шура 42:11, аль-Ихляс 112:4
2. ↑  Аль ‘Имран 3:73
3. ↑  аль-Бакара 2:255
4. ↑  См. ас-Саффат 37:96
5. ↑  См. аль-Бакара 2:249
6. ↑  См. аль-Бакара 2:286
7. ↑  См. ат-Тавба 9:116